# Гришковка
Гришко́вка (рос. Гришковка) — село у складі Німецького національного району Алтайського краю, Росія. Адміністративний центр та єдиний населений пункт Гришковської сільської ради.

## Населення
Населення — 1390 осіб (2010; 1582 у 2002).
Національний склад (станом на 2002 рік):
- росіяни — 55 %
- німці — 35 %